# Tsvetan Sokolov
Tsvetan Nikolaïev Sokolov (en bulgare : Цветан Николаев Соколов, né le 31 décembre 1989 à Doupnitsa dans l'oblast de Kyoustendil) est un joueur de volley-ball bulgare. Il mesure 2,06 m et joue attaquant. Il totalise 71 sélections en équipe de Bulgarie.

## Clubs
| Club            | De        | À         |
| --------------- | --------- | --------- |
| Marek Doupnitsa | 2007-2008 | 2008-2009 |
| Trentino Volley | 2009-2010 | 2011-2012 |
| Piemonte Volley | 2012-2013 | 2012-2013 |
| Trentino Volley | 2013-2014 | 2015-2016 |
| Piemonte Volley | 2016-2017 | 2018-2019 |
| Zenit Kazan     | 2019-2020 | 2019-2020 |
| Dynamo Moscou   | 2020-2021 | ...       |

## Palmarès

### Club
- Championnat du monde des clubs (3)
  - Vainqueur : 2010, 2011, 2012
- Ligue des champions (3)
  - Vainqueur : 2010, 2011, 2019
  - Finaliste : 2013
- Championnat d'Italie (3)
  - Vainqueur : 2011, 2017, 2019
  - Finaliste : 2010, 2012
- Coupe d'Italie (3)
  - Vainqueur : 2010, 2012, 2017
  - Finaliste : 2011
- Supercoupe d'Italie (2)
  - Vainqueur : 2011, 2013
  - Finaliste : 2009, 2010
- Championnat de Turquie (1)
  - Vainqueur : 2016
- Coupe de Turquie (1)
  - Vainqueur : 2015
- Supercoupe de Turquie (2)
  - Vainqueur : 2014, 2015
- Coupe de Russie (2)
  - Vainqueur : 2019, 2020

### Distinctions individuelles
- Meilleur attaquant de la Ligue mondiale 2013
- Meilleur attaquant du championnat du monde des clubs 2013